# Au rendez-vous de la mort joyeuse
Au rendez-vous de la mort joyeuse è un film del 1973 diretto da Juan Luis Buñuel.

## Trama
Una coppia di sposi acquista una casa abbandonata in campagna. Presto assistono a strane apparizioni ed eventi. Il loro figli sono perseguitati da un poltergeist.

## Accoglienza
Au rendez-vous de la mort joyeuse ha incassato $573,810.